# Норвежский морской музей

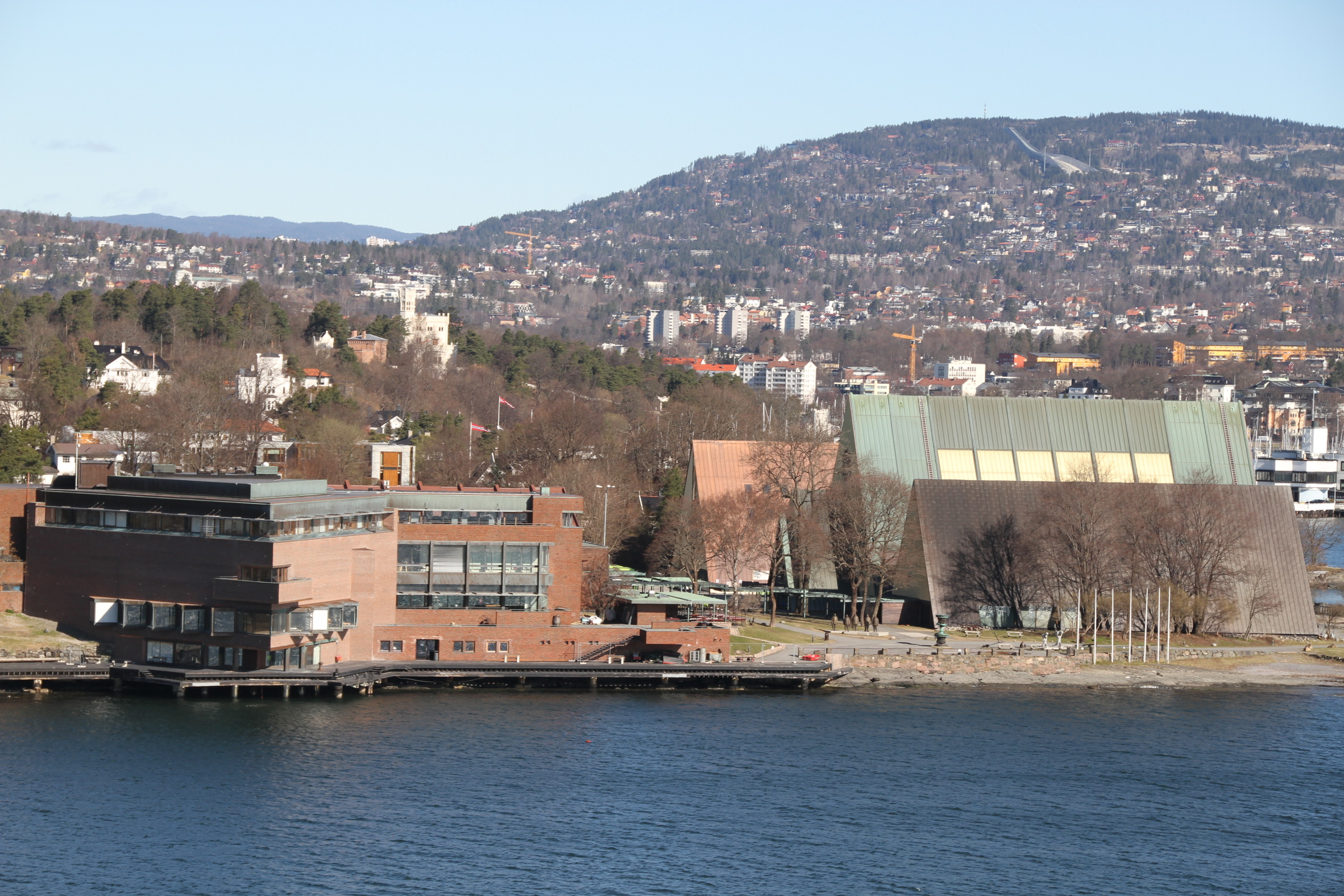
Морской музей Норвегии

Норвежский морской музей (норв. Norsk Maritimt Museum) — общенациональный музей судоходства, прибрежной культуры, морской истории и морской археологии. Расположен на полуострове Бюгдёй в западной части Осло, Норвегия.
Основан в 1914 году, как музей мореплавания Норвегии, с 2010 года носит нынешнее название.
В коллекции музея находятся модели кораблей, предметы рыболовства, морские археологические находки, картины известных художников-маринистов (в том числе Х. Гуде, К. Крога, А. Револьда), копии построенных на берегу домов и кораблей. В музее хранятся три корабля, самый крупный из которых — трехмачтовая шхуна «Сванен» 1916 года, которое служит учебным судном для ассоциации Norsk Sjøfartsmuseums Veteranskipsrederi.
С 1972 года в Норвежском морском музее выставлена экспедиционная яхта «Йоа», первое судно, прошедшее Северо-Западный проход вр время арктической экспедиции Руала Амундсена (1903—1906 годов). В 2009 году Норвежский морской музей и Музей «Фрама» подписали соглашение о том, что музей Фрама возьмет на себя выставку «Йола». В настоящее время яхта выставлена в отдельном здании музея Фрама.
С 2015 года Норвежский морской музей вместе с пятью другими музеями входит в состав Фонда норвежских народных музеев (Stiftelsen Norsk Folkemuseum).
Рядом находятся и другие музеи: Музей Кон-Тики (Kon-Tiki Museet), Норвежский музей истории культуры (Norsk Folkemuseum), Музей кораблей викингов (Vikingskipshuset) и Музей «Фрама» (Frammuseet).
В качестве исследовательского центра Морской музей Норвегии участвует в различных национальных и международных проектах и сотрудничестве, так Норвежский исследовательский совет финансировал проект «Последний ледниковый период: торговля природным льдом как фактор модернизации и экономической интеграции в 19-м и начале 20-го века», в котором музей работает с Университетом Халла (Великобритания), Старым Университетом Доминион в Норфолк (Виргиния) и Университетским колледжем Юго-Восточной Норвегии.

## Галерея

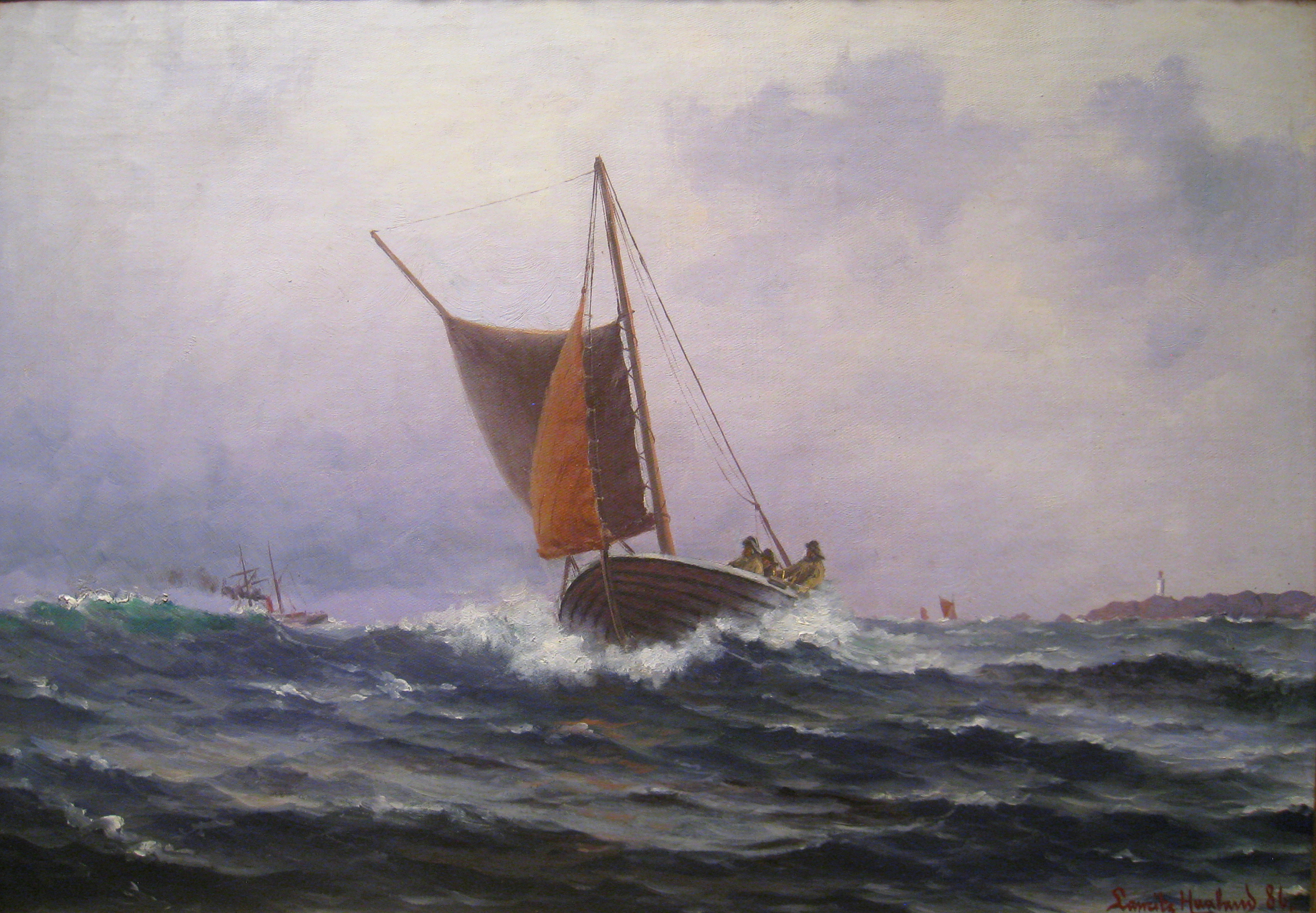
Fiskere Ved Kvitsøy Ларс Лауриц Ларсен Хааланд
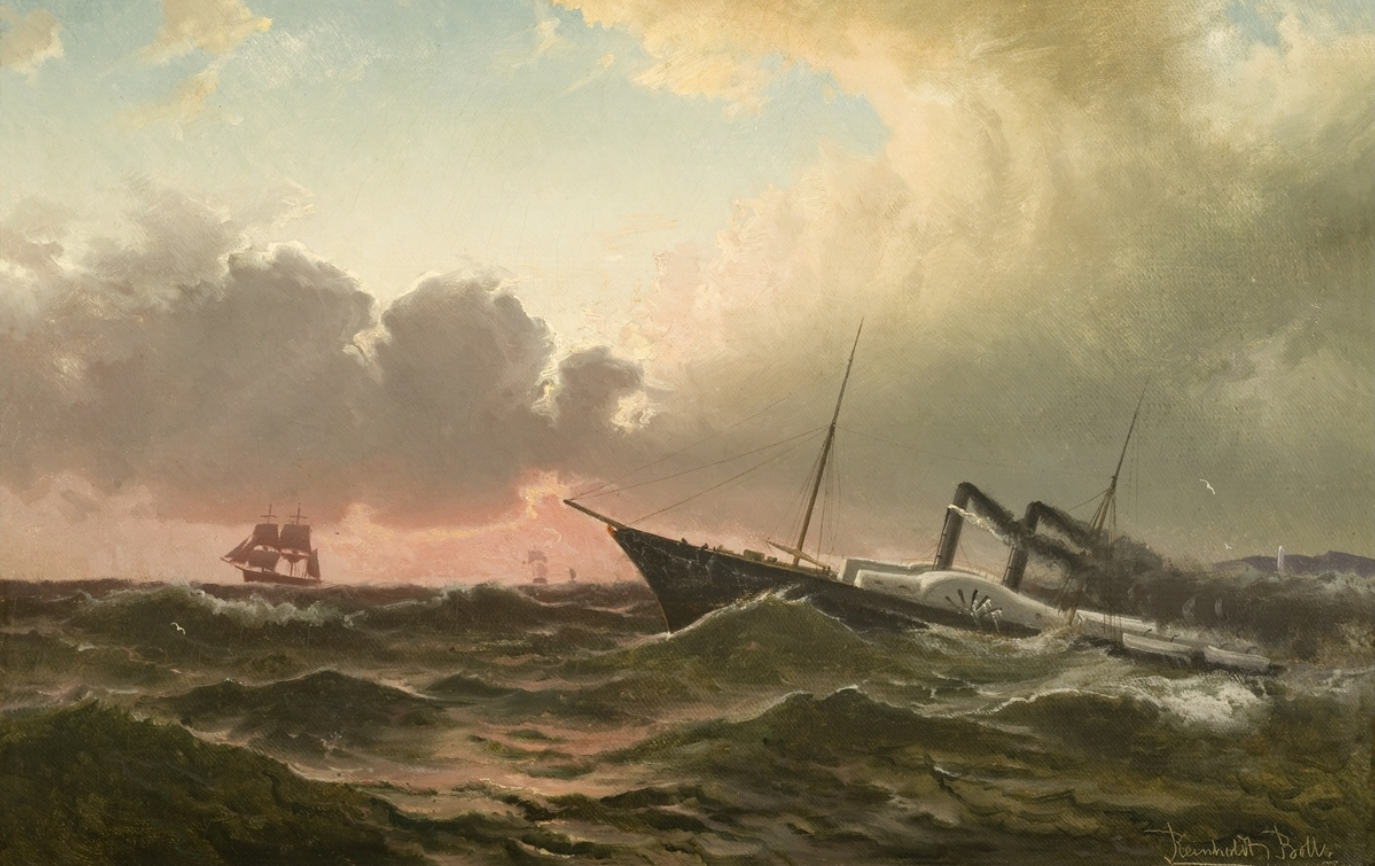
Кронприндсесса Луиза. Рейнхольд Болл
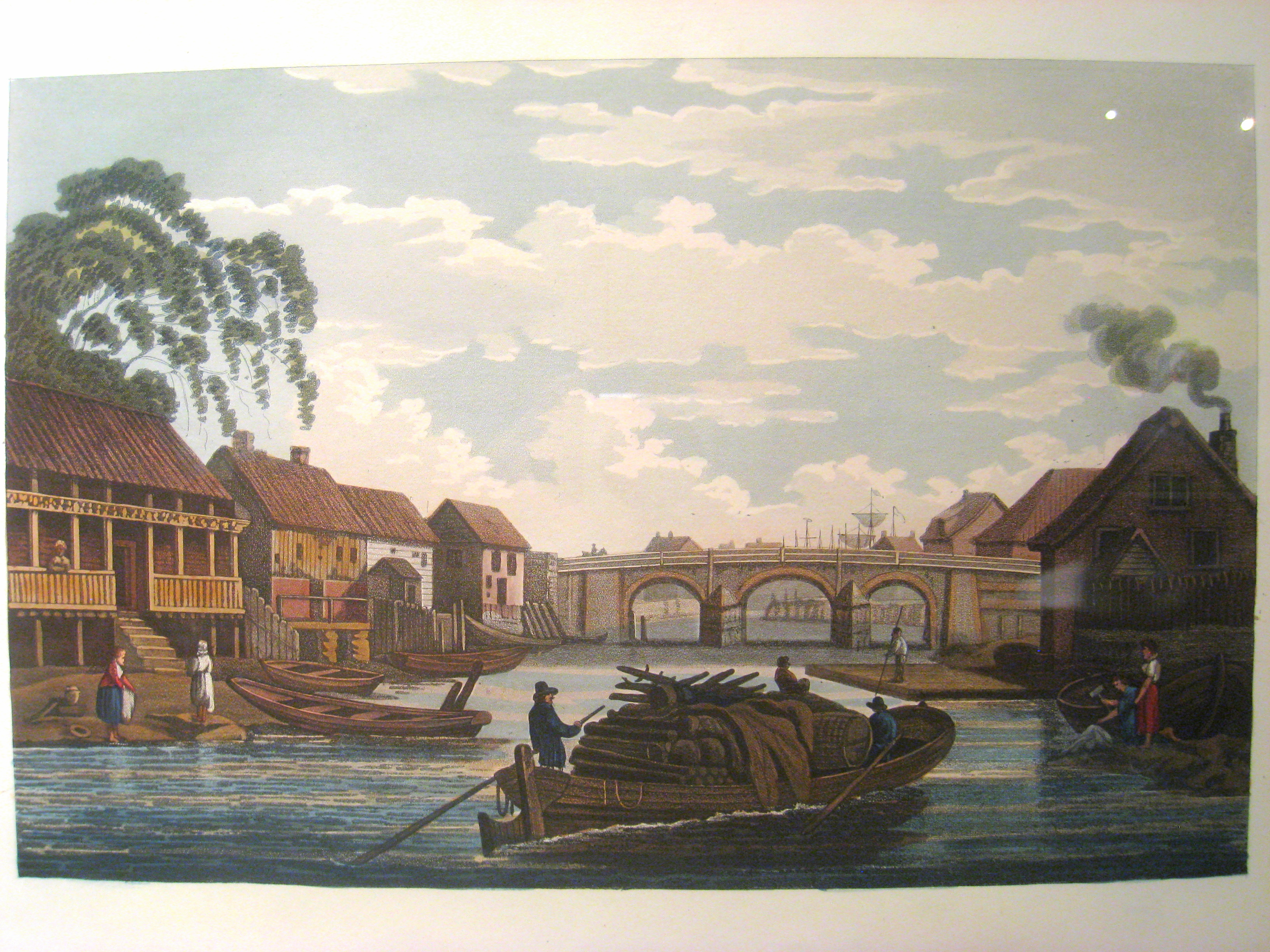
Christiana Джон Уильям Эди
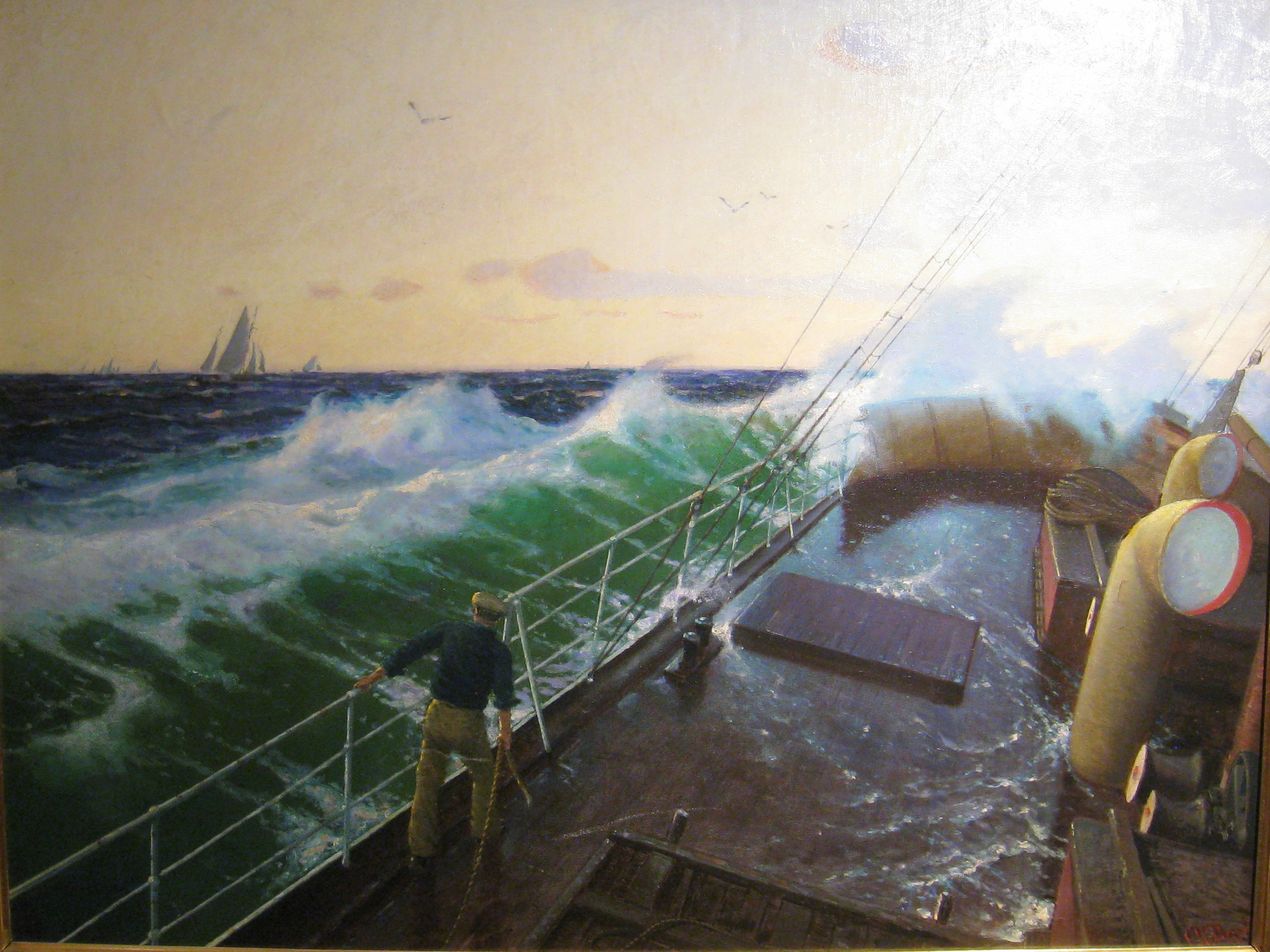
I Skip I Rom Sjø Карл Вильгельм Барт
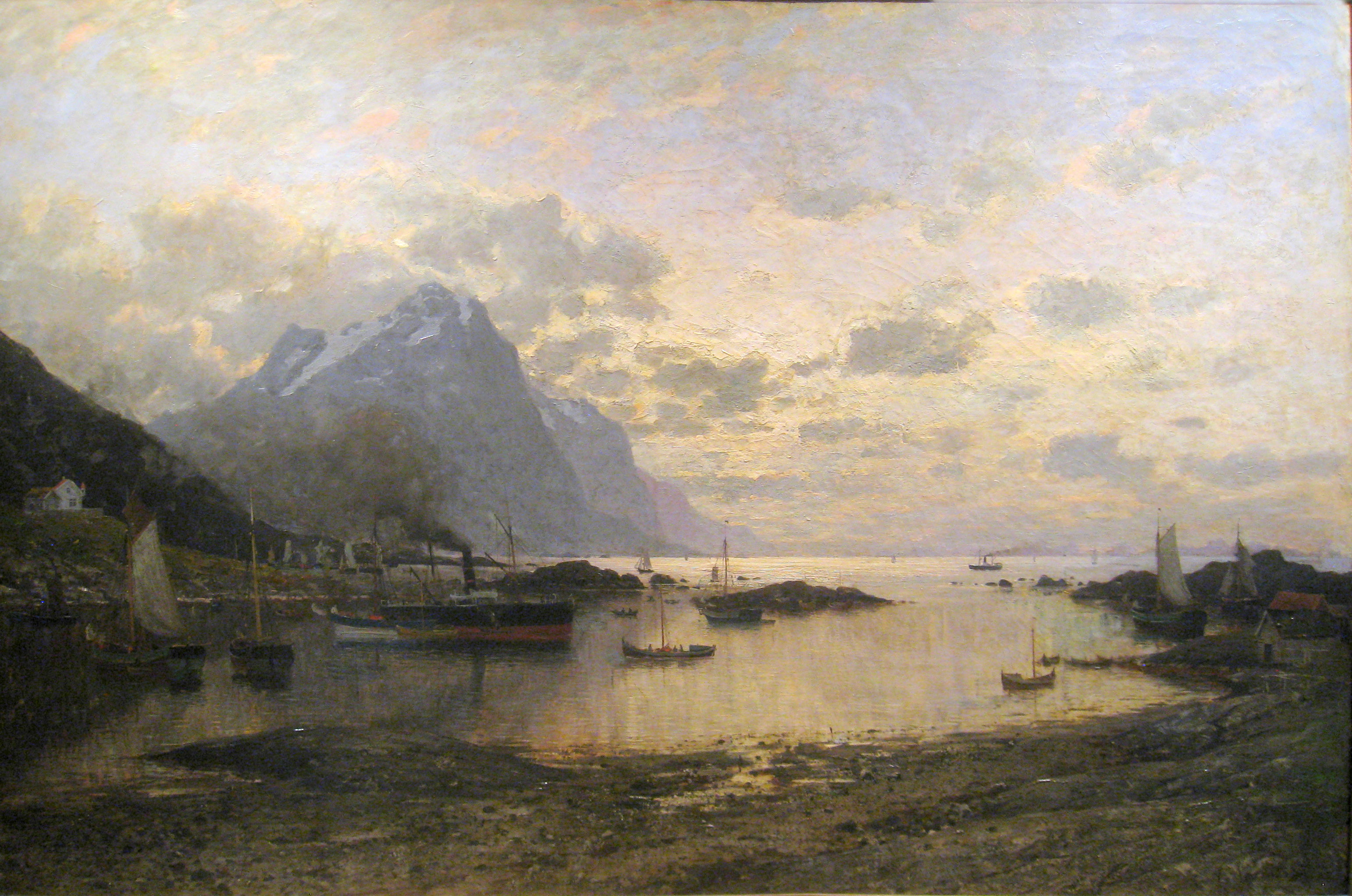
Dampskipsanløp I Lofoten Eilert Adelsteen Normann